# Vice-chef de l'Opposition
Le vice-chef de l'Opposition (anglais : Deputy Leader of the Opposition) est un poste au sein du cabinet fantôme britannique, créé originellement en 2005 par David Cameron, alors chef de l'Opposition.
Le poste connaît plusieurs titres au fil des années : 
- membre éminent du Cabinet fantôme (2005-2010) ;
- vice-Premier ministre fantôme (2010-2015, puis 2023-2024) ;
- premier secrétaire d'État fantôme (2015-2023) ;
- vice-chef de l'Opposition (depuis 2024).

Même si le rôle n'a pas de responsabilités spécifiques qui lui sont attachées, le titulaire du poste suit le vice-Premier ministre et remplace le leader de l'Opposition dans les Questions au Premier ministre lorsque le premier secrétaire remplace le premier ministre.

## Liste des ministres et secrétaires fantôme

### Membre éminent du Cabinet fantôme
| Titulaire | Titulaire     | Titulaire | Mandat                        | Parti politique | Chef de l'Opposition |
| --------- | ------------- | --------- | ----------------------------- | --------------- | -------------------- |
|           | William Hague |           | 6 décembre 2005 - 11 mai 2010 | Conservateur    | David Cameron        |

### Vice-Premier ministre fantôme
| Titulaire                                 | Titulaire            | Titulaire | Mandat                            | Parti politique | Chef de l'Opposition |
| ----------------------------------------- | -------------------- | --------- | --------------------------------- | --------------- | -------------------- |
|                                           | Jack Straw (intérim) |           | 11 mai - 25 septembre 2010        | Travailliste    | Harriet Harman       |
|                                           | Harriet Harman       |           | 7 octobre 2010 - 8 mai 2015       | Travailliste    | Ed Miliband          |
| Changement du nom du poste jusqu'en 2023. |                      |           |                                   |                 |                      |
|                                           | Angela Rayner        |           | 4 septembre 2023 - 5 juillet 2024 | Travailliste    | Keir Starmer         |

### Premier secrétaire d'État fantôme
| Titulaire                                  | Titulaire             | Titulaire | Mandat                           | Parti politique | Chef de l'Opposition |
| ------------------------------------------ | --------------------- | --------- | -------------------------------- | --------------- | -------------------- |
|                                            | Hilary Benn (intérim) |           | 11 mai - 13 septembre 2015       | Travailliste    | Harriet Harman       |
|                                            | Angela Eagle          |           | 13 septembre 2015 - 27 juin 2016 | Travailliste    | Jeremy Corbyn        |
| Poste vacant entre juin 2016 et juin 2017. |                       |           |                                  |                 |                      |
|                                            | Emily Thornberry      |           | 14 juin 2017 - 5 avril 2020      | Travailliste    | Jeremy Corbyn        |
|                                            | Angela Rayner         |           | 9 avril 2020 - 4 septembre 2023  | Travailliste    | Keir Starmer         |

### Vice-chef de l'Opposition
| Titulaire | Titulaire     | Titulaire | Mandat                   | Parti politique | Chef de l'Opposition |
| --------- | ------------- | --------- | ------------------------ | --------------- | -------------------- |
|           | Oliver Dowden |           | depuis le 5 juillet 2024 | Conservateur    | Rishi Sunak          |